# Divination

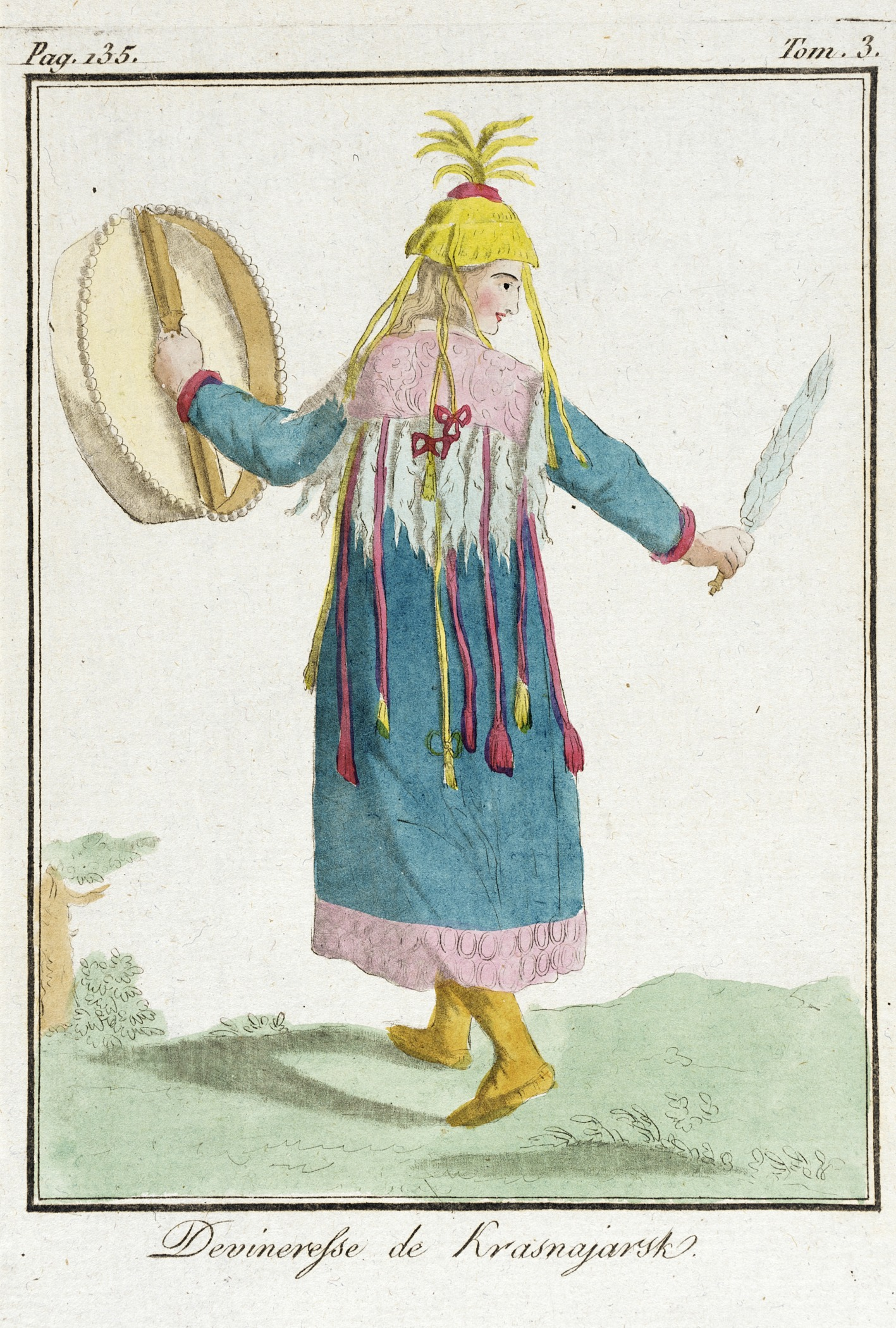
Chamane devineresse de Krasnoïarsk.

## Étymologie
Le mot divination vient du latin divinatio qui dérive de divinare,signifiant « prédire » ou « deviner ».
Le nom mantique (μαντικὴ τέχνη / mantikê tékhnê] désigne ce qui, dans la Grèce antique, est l'art de la divination.
Le radical divin associe donc étroitement le mot divination à l’action d’une divinité. En somme, la divination répond à une aspiration : approcher l’inaccessible de Dieu, d’où sa pratique occulte et métaphysique visant à découvrir ce qui est inconnu : l'avenir, le caché, le passé, les trésors, les maladies invisibles, les secrets, les mystères, etc. et cela par des moyens non rationnels. Qu'il s'agisse de la parole oraculaire ou de la voyance, ceux qui la pratiquent disent avoir accès à une connaissance paranormale de l'avenir (précognition) ou du caché (cryptesthésie).

## Classification
La divination est une pratique qui comprend six grandes catégories, subdivisées en plusieurs branches .
Les procédés cléromantiques:ils s’agit de procédés basés sur le tirage au sort:bibliomancie ou rhapsodomancie, onomancie, arithmomancie et géomancie.
Les procédés oniromantiques: ce sont tous les procédés divinatoires basés sur l’interprétation des songes et rêves.
Les procédés  physiognomantiques ou morphopsychologiques: ces procédés sont basés sur l’observation de la physionomie.
Les omens: il s’agit d’une divination basée sur l’analyse des signes et des présages: ornithomancie, onomatomantique, clédonisme, astrologie et bréchomancie.
Les procédés onomatomantiques: il s’agit des noms propres comme présages.
La nécromancie: elle est basée sur la consultation des morts.
Les procédés spontanés ou codifiés (oniromancie, lécanomancie), traditionnels (géomancie, Ifa, Yi Jing) ou modernes (runes), populaires (cartomancie) ou savants (astrologie indienne), partie intégrante d'une religion (oracle grec, rishi).
Depuis les auteurs antiques Posidonios et Cicéron (qui a traité du sujet dans son ouvrage De divinatione), on distingue deux formes de divination : la voyance et la mantique, toutes deux étant des arts du pronostic, mais par des moyens différents. La voyance est naturelle, intuitive, spontanée, tandis que la mantique est inductive, analytique.
La divination est une pratique répandue dans les différentes sociétés à travers le monde. Il peut s'agir d'objets, consacrés ou non, mais il peut également s'agir de processus corporels, par exemple dans le rêve ou en possession de l'esprit. Si certains érudits considèrent que la divination est une forme de « pensée magique », elle n’est généralement pas associée à la magie en soi. C'est une compétence qui doit être apprise et sanctionnée, ou incarnée d'une manière ou d'une autre, par exemple avec des sensitifs ou des médiums.

## Définitions

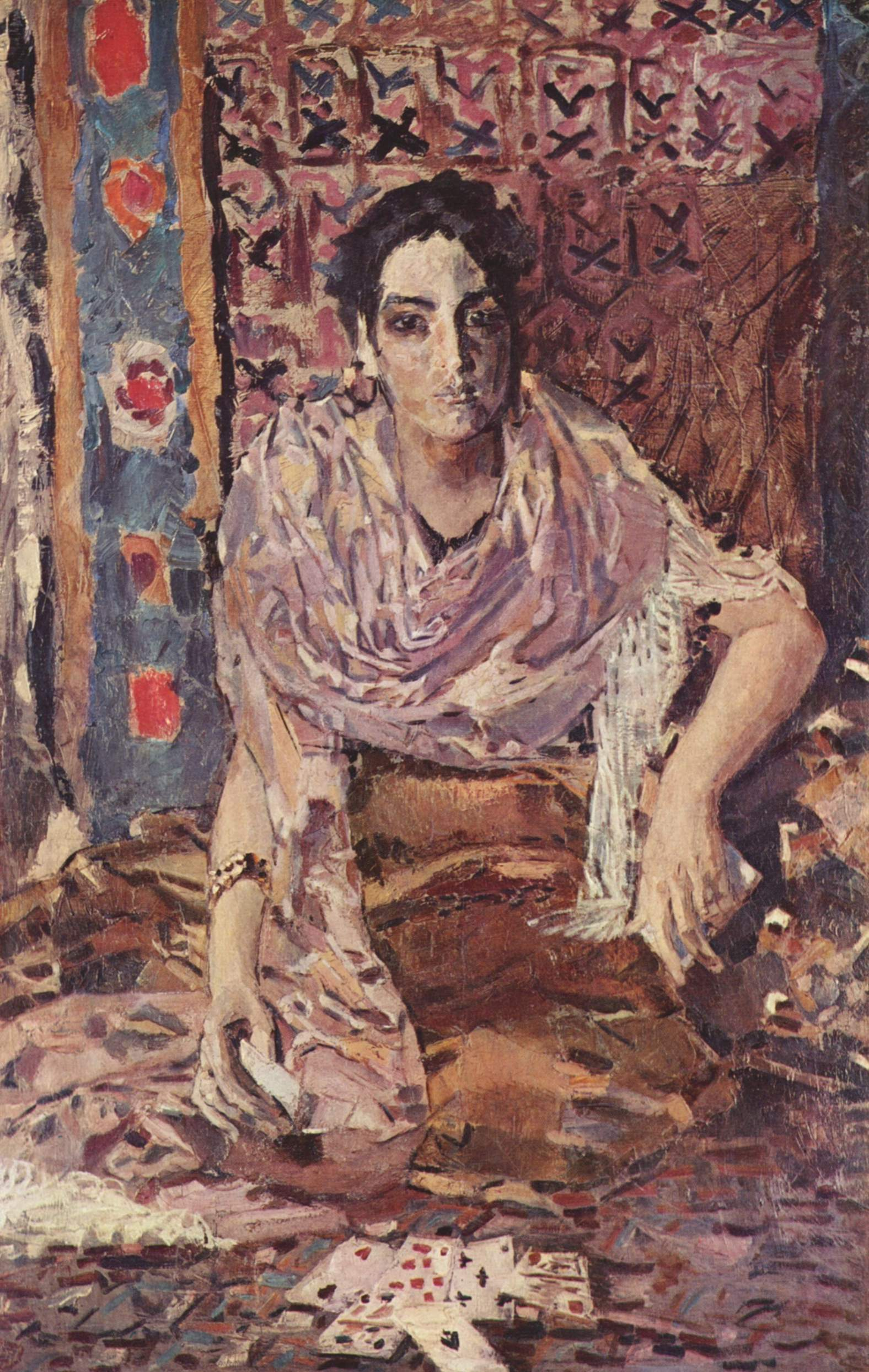
Die Wahrsagerin
Michail Alexandrowitsch Wrubel (1895)

Le dictionnaire Littré définit ainsi la divination : « Art chimérique de savoir et de prédire l'avenir par des sortilèges ou de fausses sciences, telles que l'astrologie, la chiromancie, l'interprétation des songes, etc. ».
La divination peut être définie comme la « faculté, portée à un haut degré, de deviner, de découvrir quelque chose que l'on ne sait pas, et que l'on cherche à connaître le plus souvent, par des voies diverses (intuition, perspicacité, observation, comparaison, interprétation, supposition, conjecture, etc.) mais en dehors de raisons démonstratives, en ayant cependant le sentiment d'être dans le vrai ». En ce sens elle se réfère par exemple à la voyance.

## Distinctions

### Divination délirante vs divination analytique

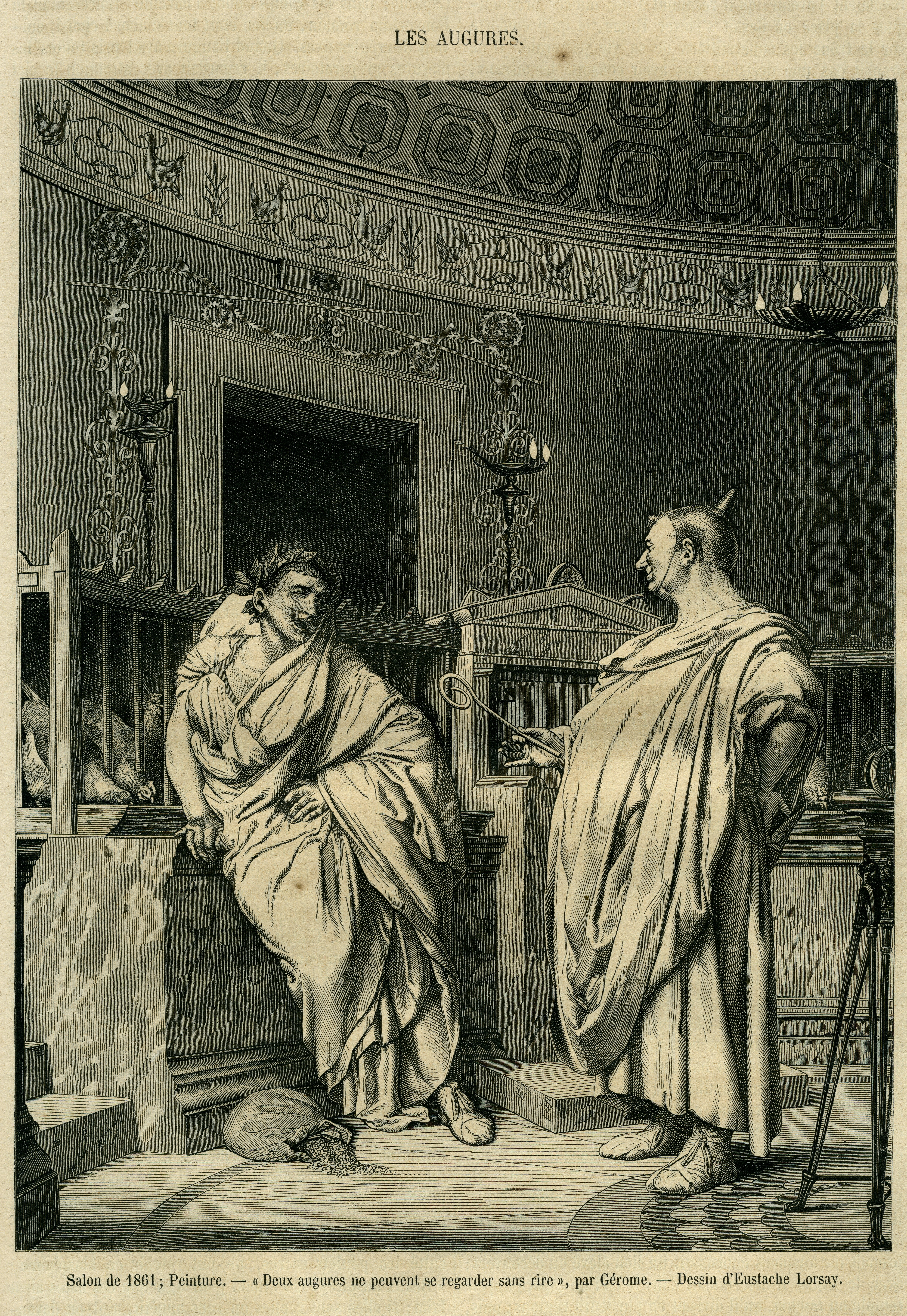
« Deux augures ne peuvent se regarder sans rire », 1861

Platon observe l'art divinatoire dans ses deux grandes formes, soit divine et délirante, soit humaine et raisonnée (teknikê) :

« [Divination intuitive, délire mantique] La prophétesse de Delphes, les prêtresses de Dodone ont, et justement quand elles sont en proie au délire (mania), rendu à la Grèce nombre de beaux services… Si nous devions parler de la Sibylle, de tous ceux qui, usant d'une divination inspirée, ont donné à nombre de gens, par nombre de prédictions, la droite direction en vue de leur avenir, nous allongerions inutilement notre propos… [Divination raisonnée] À preuve encore est cet autre art, qui est un art des gens ayant leur bon sens et l'employant à scruter l'avenir au moyen des oiseaux et des autres signes, les Anciens considérant qu'au moyen de la réflexion on procure ainsi à la croyance des hommes sagacité et information… Le délire, au témoignage de l'Antiquité, est une chose plus belle que le bon sens : le délire qui vient d'un dieu, qu'un bon sens dont l'origine est humaine. »

— Phèdre, 244
Cicéron donne le texte canonique sur la distinction entre divination intuitive et divination inductive :

« Il y a deux sortes de divination, l'une relève d'un art qui a ses règles fixes, l'autre ne doit rien qu'à la nature. Mais quelle est la nation, quelle est la cité, dont la conduite n'a pas été influencée par les prédictions qu'autorisent l'examen des entrailles et l'interprétation raisonnée des prodiges ou celle des éclairs soudains, le vol et le cri des oiseaux, l'observation des astres, les sorts ? -- ce sont là, ou peu s'en faut, les procédés de l'art divinatoire -- quelle est celle que n'ont point émue les songes ou les inspirations prophétiques? -- on tient pour naturelles ces manifestations. Et j'estime qu'il faut considérer la façon dont les choses ont tourné plutôt que s'attacher à la recherche d'une explication. On ne peut méconnaître en effet l'existence d'une puissance naturelle annonciatrice de l'avenir, que de longues observations soient nécessaires pour comprendre ses avertissements ou qu'elle agisse en animant d'un souffle divin quelque homme doué à cet effet. »

— De la divination, I, 6

### Divination spontanée vs divination provoquée
H. Leclerc oppose les divini (devins), « qui font des prédictions au moyen de signes indépendants d'eux-mêmes et en dehors de leur volonté », et les sortilegi (faiseurs de sortilèges), qui opèrent « au moyen de signes qu'ils provoquent eux-mêmes », qui sont artificiels. Un songe est naturel, mais battre les cartes est artificiel.

### Divination licite/interdite
Une opposition, politique, juridique, sociale, revêt une importance vitale, celle du permis, du légal, du moral, ou non. Dès les Romains, la divination, telle pratique divinatoire peut être licite ou pas.

## Histoire
En Chine, le Kouei tsang (Gui Zang), d’après la tradition, était le livre divinatoire des Yin. La civilisation chinoise utilisait de nombreuses techniques de divination telles que l'achilléomancie, qui est à l'origine du Yi Jing. Une autre forme de divination, l'astrologie de l'Empereur, était également utilisée et réservée à la consultation privée des empereurs impériaux.
La croyance des anciens Grecs en la possibilité de prédire l'avenir provient de l'idée que les dieux, de préférence quand on les priait, accordaient régulièrement des révélations par l'intermédiaire d'augures. Homère présente de grands voyants : Tirésias, Calchas, Cassandre. La Pythie de Delphes joue un rôle considérable dans la vie politique et religieuse. Dès Pythagore, les nombres servent à connaître le secret du monde. Artémidore de Daldis a laissé un traité sur la clef des songes demeuré classique : Onirocritique (IIe siècle).

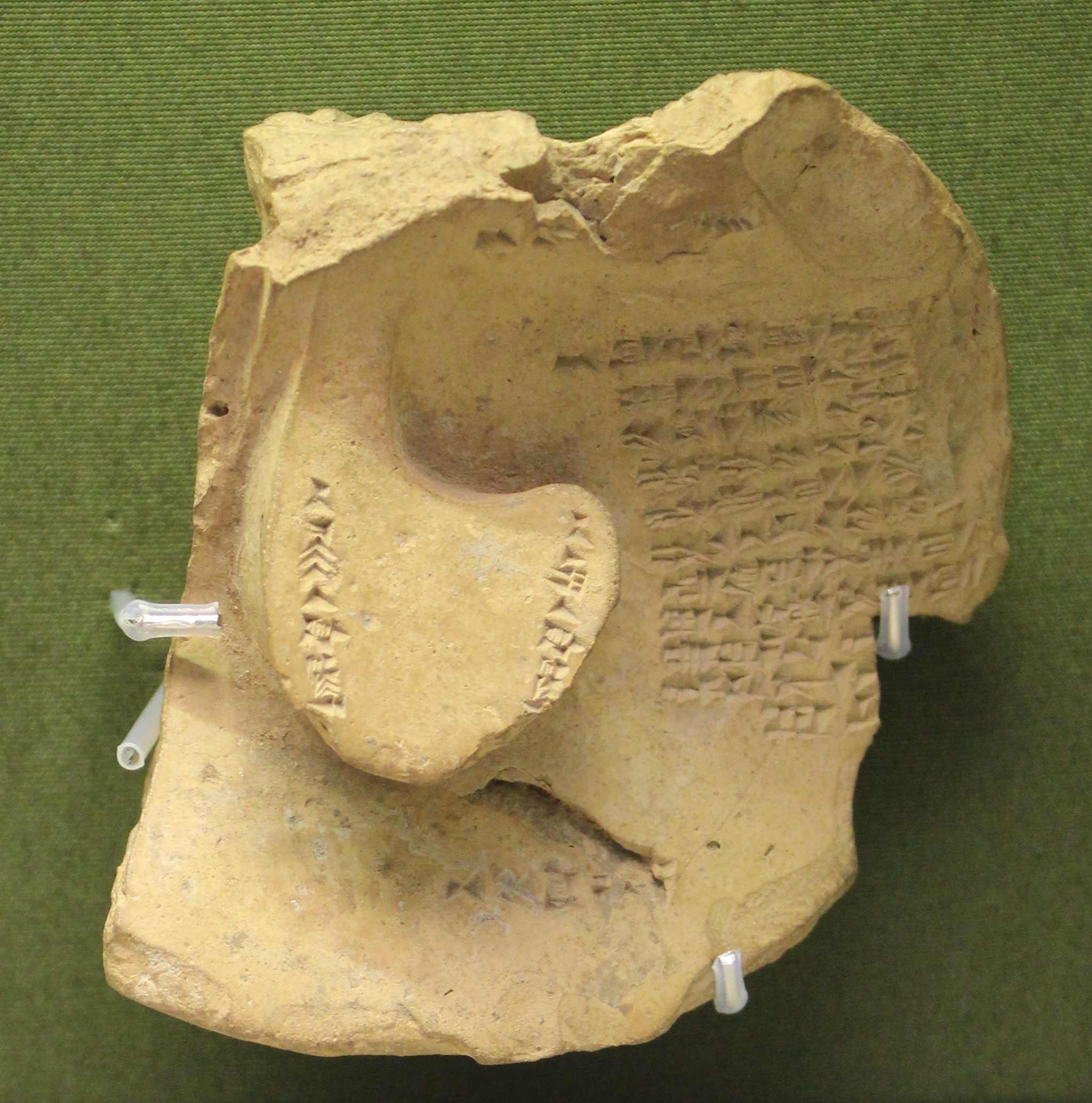
Modèle pédagogique en argile d'un poumon d'agneau avec inscriptions de présages, utilisé par des prêtres spécialisés dans la divination sur les poumons et le foie (barû) pour l'enseigner à leurs élèves, Ninive (Assyrie), VIIe siècle av. J.-C.

Les croyances des Grecs furent partagées par les Romains et subsistèrent jusqu'à la fin du paganisme. Varron (Ier siècle av. J.-C.), le premier, et de façon trop systématique, distingue les divinations selon les Éléments : géomancie (Terre), hydromancie (Eau), aéromancie (Air), pyromancie (Feu). Toujours dans l'antiquité, en Grèce et à Rome, on utilisait les haruspices, prétendant lire l'avenir dans le comportement ou les entrailles des animaux (principalement le foie, voir hépatoscopie). Cette méthode de « prédiction » était d'un usage courant pour juger les crimes dans la Rome antique. L'auteur latin Cicéron, dans De divinatione, brosse autour de 44 av. J.-C. un tableau très complet des pratiques de son époque (augures, aruspices, astrologie, prophétie, oniromancie...) et se livre à une critique méthodique des arguments en faveur de la divination, sous forme d'un dialogue entre son frère Quintus et lui.

## Divination dans le judaïsme
Avec le judaïsme, l'interdiction itérative apparaît dans la Bible hébraïque (Lév 19:26 (« ne vous livrez pas à la divination ni aux présages ») ; Deut 18:10-12 (« Qu'il ne se trouve personne, chez toi... qui pratique des enchantements, qui s'adonne aux augures, à la divination, à la magie ; qui emploie des charmes, qui ait recours aux évocations ou aux sortilèges ou qui interroge les morts. Car l'Éternel a horreur de quiconque fait pareilles choses ; et c'est à cause de telles abominations que l'Éternel, ton Dieu, dépossède ces peuples à ton profit ») ; I Sm 15:23, 28:3 ; Mi 5:11 ; Is 44:25 ; Jr 27:9…).
Bien que l’objectif du judaïsme ait consisté à éradiquer toutes ces pratiques, celles-ci ont été maintenues chez les Juifs à toutes les époques parce que les guides spirituels savaient que l’homme est réticent à changer ses habitudes. Ces pratiques et coutumes se sont imposées comme source de loi pouvant entrer en contradiction avec la loi divine. Dans le traité du Berahot 54a les sages, confrontés à une difficulté pour décider de la loi, concluent: << sors et vois comment agit le peuple >>. Cette ambiguïté manifeste s’avère extrêmement importante dans l’histoire du judaïsme. Maïmonide dans le Guide des égarés III,29 bien qu’il condamne ce type de pratique, explique que certaines coutumes possèdent une signification qui reste contingente et liée à des événements historiques précis. « On voit souvent il n’eût pas été convenable d’exiger de renoncer à ces pratiques. Le faire eût semblé aussi impensable que l’on exigeait aujourd’hui une religion de pure méditation, sans culte, sans prière, sans aucune pratique l’homme ». Cette façon pour Dieu de s’adapter, de se conformer et de se mêler au monde sans porter atteinte aux lois de la nature se nomme pour Maïmonide« sa ruse et sa sagesse ».
L’anthropologue David Rouach décrit six catégories de procédés divinatoires dans le judaïsme:  cléromantiques, oniromantiques, physiognomantiques, onomantomantiques, la nécromancie et les omens.

### Les procédés cléromantiques
Dans la tradition juive, les procédés cléromantiques sont de quatre sortes:
La bibliomancie ou rhapsomancie.
Il s’agit d’une divination qui consiste à ouvrir la bible au hasard et à considérer comme message le texte ainsi désigné. Il existe d’autres modalités qui concernent cette divination. On demande aux enfants quels versets ils ont étudié ce jour-là à l’école, puis on interprète les versets ainsi désignés par le sort.
L’onomancie.
Cette divination se pratique en assignant aux différentes lettres d’un nom une valeur numérique. Si deux personnes sont en concurrence et qu’on veut connaître le vainqueur, on procédera comme suit: on additionne les valeurs numériques des lettres dont se compose le nom de chaque personne. L’addition faite, on divise par neuf. Celui qui obtient le plus grand chiffre sera déclaré vainqueur.
L’arithmomancie.
C’est une divination qui fait appel aux propriétés des nombres. Elle est assez proche parente de l’onomancie. Ainsi par exemple, pour connaître le mal d’une personne, on commence par additionner le nombre de chaque lettre hébraïque composant les noms de son père et de sa mère. Le total obtenu est ensuite divisé par trois pour un homme et par sept pour une femme. Le chiffre obtenu est reporté sur une table dont chaque dont devin détient le secret. Il lui permet de prédire les événements futurs et d’établir un pronostic sur le mal du consultant. La méthode kabbalistique utilisée dans l’onomancie et l'arithmomancie est la gematria l’un des procédés de l’herméneutique destiné à découvrir le sens ésotérique d’un mot au moyen du calcul de la valeur numérique de ses lettres.
La géomancie.
Ce procédé est décrit par Thorndike en ces termes:<<il s’agit d’un procédé populaire bien connu des juifs et des chrétiens dans le monde médiéval >>. On devinait l’avenir en marquant des points au hasard sur de la terre ou sur du sable. On les reliait pour obtenir des lignes et des figures dont chacune avait une signification. Une variante de ce procédé consistait à se servir d’une tablette sur laquelle on avait préalablement étendu une couche de sable ou de poussière. On jetait ensuite le doigt au hasard sur le sable, puis on examinait les figures ainsi former.

### Les procédés oniromantiques
Parmi tous les procédés divinatoires, l’interprétation des songes et des rêves est des plus utilisée pour prédire les événements futurs. D. Rouach oppose les vrais rêves, ceux envoyés par Dieu, et les faux rêves envoyés par les démons et l’ange de la mort.
Les vrais rêves sont : bons, véridiques, propres, clairs sans confusion et prophétiques. Ils sont suscités au nom de Dieu et possèdent la faculté de révéler l’avenir. Rêver d’une grenade signifie la richesse car dans le Cantique 8,2 il est écrit : je veux te faire boire du vin parfumé du moût de mes grenades. Dans les songes, la source signifie la paix parce qu’il est dit dans la Genèse 26,19 : les serviteurs d’Isaac creusèrent dans la vallée et y trouvèrent un puits d’eau vive.
Les faux rêves sont : trompeurs, confus, effrayants, mauvais et sexuels. Ils sont envoyés par les démons, les esprits malfaisants (mazikim chedim) et par l’ange de la mort (satan). Il existe dans le judaïsme un rituel pour améliorer un mauvais rêve : L’ Hatavat chalom. Il s’agit d’un rituel qui consiste à inverser un décret maléfique par trois procédures : la prière, le jêun et la charité.

### Les procédés physiognomoniques ou morphopsychologiques
Il s’agit de procédés divinatoires basés sur les particularités physiques du corps humain pour aboutir à la connaissance psychologique de l’homme. Dans cette partie du Zohar ll,70a intitulée  Raza de - Razin   « Mystère des mystères » on peut lire : tu (Moise)  examineras chacune des formes humaines sous ses six aspects: les cheveux, les yeux, le nez, les lèvres, les traits du visage, les mains et les lignes des mains. De chacun de ces six aspect, il est dit « tu verras ». Tu verras l’aspect des cheveux, les rides du front, l’épaisseur des sourcils, les yeux, les plis des paupières, les lignes du visage et son teint, les lignes des mains et les marques qu’elles portent. C’est ainsi que tu reconnaîtras les hommes de valeur, les hommes de vérité, les ennemis du lucre, de la vénalité… Moise fut ainsi initié à cette science.
La chiromancie ou chirologie.
La chirologie étudie les lignes de la paume et des doigts de la main en vue de déterminer certaines tendances physiques, psychiques et mentales d’un individu. Dans le Zohar ll,76a, il en est fait mention. « Les lignes de la paume et des doigts sont à l’homme ce que les étoiles et les autres corps célestes sont au firmament. Les rides sur la paume de la main droite aussi bien que de la main gauche indiquent le caractère et le tempérament de l’homme ».
L’onychomancie
L’onychomancie est la divination tirée de la forme des ongles. Elle permet de deviner: un avenir heureux ou malheureux, une réussite ou un échec dans toutes les entreprises, le moment favorable ou non pour des projets. Elle indique aussi si les mesures de rigueur décrétées par le ciel viennent d’être levées ou non. Et cela à partir de l’examen de la surface de l’ongle.
```
« On voit souvent dit le Zohar, ll,76a, sur les ongles de petites taches blanches en forme d’étoiles. Ces taches proviennent du vide qui existe entre l’ongle et la main. Certains vides sont profonds: dans ce cas, la tâche ressort davantage à la surface de l’ongle. D’autres vides ne sont pas très profonds; dans ce cas, les taches ne sont pas prononcées. Ces dernières n’ont aucune importance dans l’onychomancie. Les premières sont d’un bon augure pour l’homme ».
```

Les nævi ou « grains de beauté ».
Lorsque l’individu a un vrai de beauté sur le corps pourvu de trois poils, dit le Zohar, les initiés dans les mystères de ces marques du corps humain nomment ce grain de beauté  « tête de l’aigle ». « Parfois ce grain est situé entre les épaules parfois il se trouve sur le bras droit et quelquefois sur les doigts de la main droite. Un grain formé régulièrement dont le point le plus élevé se trouve au centre indique la richesse et la gloire. Un grain formé irrégulièrement indique une descendance mâle. Certaines fois le grain sera d’un rouge vif et cela indiquera que l’homme a eu des relations avec une femme pendant ses menstrues et qu’il ne s’est pas encore repenti. Si l’homme aura fait pénitence, la rougeur du grain du grain disparaîtra.

### Lesomens
Du latin  Omen , présage, augure, pronostic.
Les auspices
C’est une divination réalisée à partir de l’observation des oiseaux du ciel, des eaux, et de la terre. Le Zohar l, 183b; ll,6b détaille les augures que fournissent les cris, les chants, l’apparence et le vol des oiseaux. « Sache qu’il y a des oiseaux chargés d’annoncer toutes sortes de catastrophes et de fléaux, les uns la famine, les autres la peste, d’autres les invasions de sauterelles. Il en est aussi qui sont porteurs de bonnes nouvelles et d’heureux présages, de message confus ou ambivalents. Outre le nom de l’oiseau, les modalités de leur vol étaient analysées. Ainsi, les vols venant de la droite (d’Orient) étaient considérés comme d’heureux présages. (en relation avec Sephira  Hesed  (bonté). A contrario, ceux venant de la gauche (Occident) étaient malheureux (en relation avec la Sephira  guevoura .
La cigogne, l’épervier et son congénère dit milano sont de bons augures selon le Zohar.
Les cris du corbeau sont le signe de la peste et du choléra; le héron parce qu’il est irritable et se querelle avec ses congénères est de mauvais augure.
L’astrologie
C’est une divination basée sur l’observation des influences des astres sur la destinée humaine. Le Talmud et le Zohar lui attribuent une crédibilité considérable mais affirment que l’homme pieux peut vaincre son influence. Le mot employé par le Talmud  mazal  est habituellement traduit par  chance  mais il signifie littéralement  constellation . D’après le Zohar l,198a:  « Tout est régi par les planètes ».
```
« Celui qui naît sous le signe du Soleil atteindra sa grandeur et celui qui naît sous le signe de Vénus deviendra riche et immoral. Naître sous le signe de Mercure confère la sagesse et une mémoire puissante alors que naître sous le signe de la lune attire des malheurs. Saturne est signe de frustration, Jupiter, signe de vertu et celui qui naît sous l’influence de Mars deviendra soit chirurgien, soit sacrificateur ». dit le Talmud, traité Chabbat,156a.
```

Comme la plupart des sujets débattus l’astrologie symbolise fort bien la tension qui existe entre les pratiques populaires juives et les principes des rabbins et guides religieux, tel Maimonide. le judaïsme adopte une attitude différente. Selon le Midrash:  « Il est des personnes qui attribuent aux constellations certains pouvoirs et’ par conséquent, lui vouent un culte. Les croyants monothéistes, cependant, savent que Dieu est l’unique détenteur de tous les pouvoirs et que toutes les forces de la création ne sont que différentes expressions de son pouvoir ».
La bréchomanie
Il s’agit d’une pratique divinatoire basée sur l’observation de l’état des nuages, des éclairs et du ciel qui permet d’évaluer les chances de pluie. Certaines périodes de l’année pouvaient être un élément prédictif pour l’année entière. Chaque période de quatre jours entre kippour et la fête de souccot représentait l’équivalent de trois mois. Ainsi, si durant ces quatre jours il pleuvait, on pouvait en déduire et anticiper que durant les 3 mois suivants c’est-à-dire, Tishri, Heshvan et Kislev, il allait pleuvoir en abondance. De même, les jours proches des solstices d’été et d’hiver étaient considérés comme jours de mauvais augure.

### Les procédésonomantiques
Il s’agit de l’utilisation des noms propres et communs comme présage. Dans un passage du  Zohar on lit: « Noé trouva grâce aux yeux de Dieu lorsqu’il naquit ».
On lui donna un nom qui évoque la consolation en hébreu « neh’amah », espérant que ce nom en sera l’augure. Mais ajoute le Zohar, il en était autrement; en inversant l’ordre des lettres hébraïques du nom de Noé (NH) on obtient Hen (HN) « Grâce », ainsi qu’il est écrit : 
```
 « Et Noé trouva grâce aux yeux de Dieu ».
```

Rabbi Yossef dit: Hen « grâce », c’est Noé. S’agissant des justes, leurs noms exercent sur leur destin une influence heureuse tandis qu’elle est malfaisante pour les impies ».
Pour AR, l’aîné de « Juda » l’inversion de son nom donne RA (mauvais): en effet il est dit de lui « mauvais aux yeux de Dieu » (Genèse 38, 7). L’utilisation de prénoms porteurs de présages est devenu tellement populaire qu’elle a fait force de loi.

### Lanécromancie
Le mot nécromancie vient du latin « negromantia » issu du grec « nekromanteia ». Cette divination    dorech el-hametim   par les morts est attestée par les écritures:
« Manassé fit passer son fils par le feu et pratiqua présages, magie et nécromancie. Il offensa Dieu à force de faire ce qui est mal à ses yeux (Rois 2, 21, 6) ».
« Quand ils vous diront: consultez les esprits des morts, les devins ceux qui chuchotent et murmurent; un peuple ne doit - il pas consulter ses dieux, les morts en faveur des vivants (Isaie 8, 19) ».
Selon le Talmud(T.B. Sanhédrin 65b) il existe deux types de nécromanciens: le sorcier et le devin.
```
« Les sages ont enseigné: la catégorie d’un nécromancien comprend à la fois celui qui ressuscite les morts avec son 
 Zekhur 
 qui est une forme de 
sorcellerie
, et celui qui s’enquiert de l’avenir à partir d’un crâne «Bégulgolette ». Quelle est la différence entre ces deux types de nécromancien? Quand on ressuscite le mort avec son « zekhur » le mort ne se lève pas de sa manière habituelle, mais apparaît à l’envers, il ne se lève pas le 
Shabbat
. En revanche, quand on s’enquiert de l’avenir à partir d’un crâne, le mort se lève de sa manière habituelle, et il se lève même le Shabbat ».
```

## Divination dans le christianisme
L'interdiction est reprise ensuite par le christianisme ; l'empereur romain Constance II, en 341, condamne à la peine capitale les devins, comme en 357 (« Nul ne doit avoir recours à un haruspice, à un astrologue, ni à un devin… Quiconque désobéira à ces ordres subira la peine capitale »).
Le concile d'Agde, en 506, a regroupé dans la science divinatoire (divinationis scientia) les augures, les sorts, les songes. L'évêque Isidore de Séville, dans ses Etymologies (VIII, 9) assimile divination et magie, et il énumère les spécialistes : haruspices (par les entrailles des victimes), augures (par les éclairs, les oiseaux), pythonisses, astrologues, jeteurs de sorts. Le IVe concile de Tolède, présidé par Isidore de Séville en 633, distingue quand même les magiciens des devins (aruspices, arioli, augures, sortilegi).

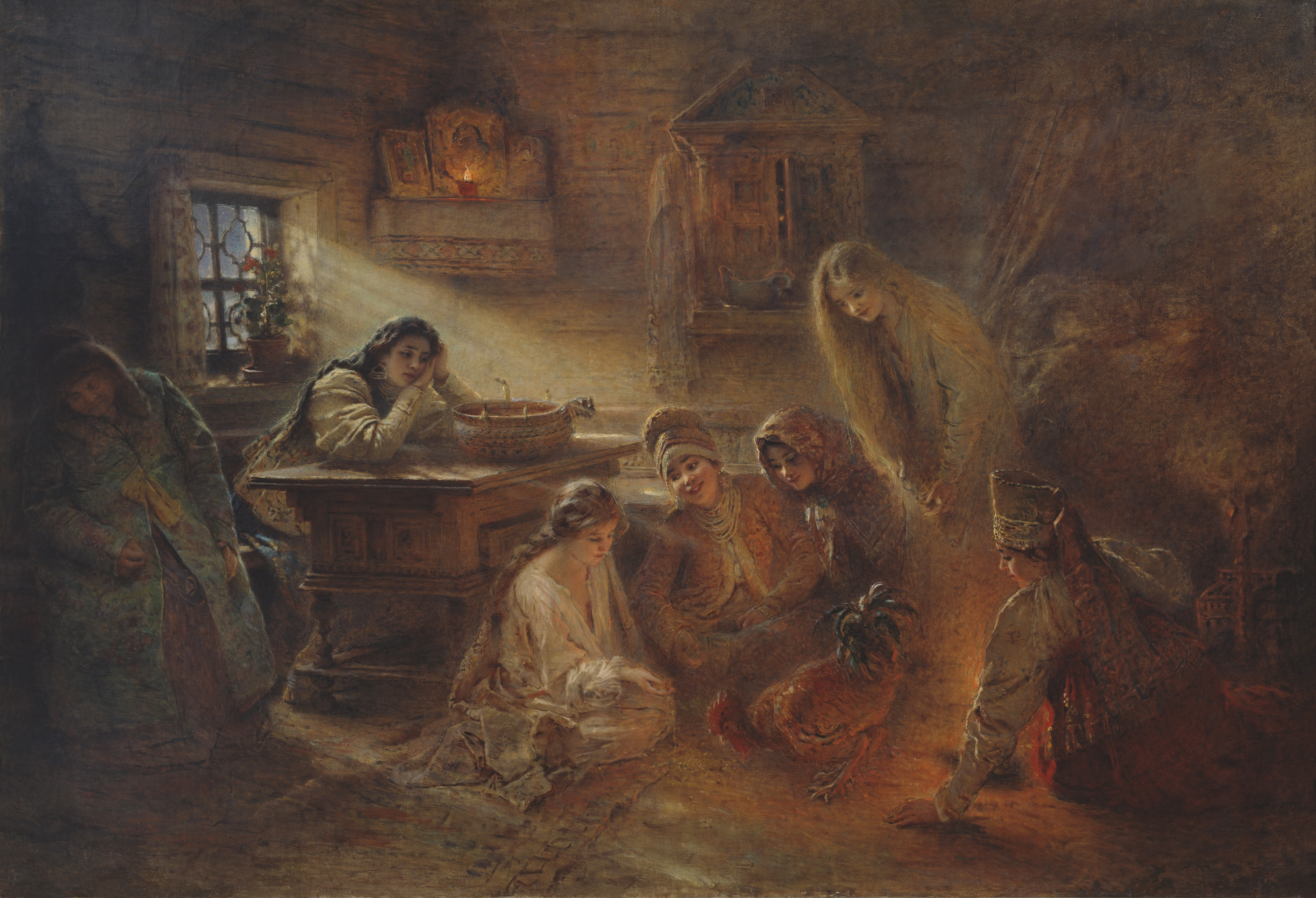
Divination de Noël, K. Makovsky, v. 1905

Dès le Xe siècle ou dès le VIIIe avec Bède le Vénérable, la divination par pronostics, d'après le jour des calendes de janvier ou d'après le jour où tombe Noël. Il existe des pronostics d'après le jour du mois lunaire, indiquant quoi faire ou ne pas faire tel jour (astrologie hémérologique) ou quel est le destin et le caractère de la personne, homme ou femme, née ce jour-là (astrologie physiognomonique). Plus chrétiens sont les sortes sanctorum (les sorts des saints), livres comportant une liste de 56 réponses dont chacune est précédée de chiffres.
La physiognomonie se développe surtout avec Michel Scot (Physionomia, avant 1230), Pietro d'Abano (Liber compilationis phisionomie, 1295), Michel Savonarole (Speculum phisionomie, vers 1450) mais le grand auteur reste Johann Kaspar Lavater (La physiognomonie, 1775-1778).
Hugues de Saint-Victor, vers 1135, dans son Didascalicon, distingue cinq types de magie, dont deux divinations : la mantique, les mathématiques. La mantique regroupe la nécromancie, la géomancie, l'hydromancie, l'aéromancie, la pyromancie ; les mathématiques regroupent l'haruspicine, les augures, les horoscopes.
La géomancie, venue de chez les Arabes au XIIe siècle, et qui consiste à interpréter les figures formées de quatre échelons de points pairs ou impairs et placés dans des cases, commence avec Hugues de Santalla (Ars geomancie), se développe grâce à Pietro d'Abano à la fin du XIIIe siècle (Geomantia), à Gérard de Crémone (Géomancie astronomique). Un manuscrit arabe des 14e et 15e siècles, contenant des sections sur la divination, est le Kitab al-Bulhan.

En 1238, le concile de Trèves parle des procédés divinatoires, dont ceux du feu, du glaive.

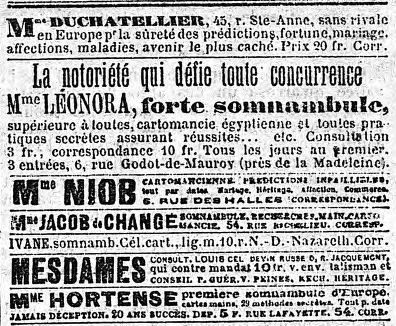
Annonces publicitaires de plusieurs « somnambules », parues dans Le Petit Journal du 1er octobre 1894.

Rabelais (1532) fait pratiquer à son héros Panurge les sorts homériques et virgiliens (Pantagruel, III, chap. X et XII), l'oniromancie (chap. XIII).
En 1555, Nostradamus publie ses très célèbres Vraies centuries et prophéties.
Le pape Sixte V, en 1586, par la bulle Coeli et terrae condamne l'astrologie judiciaire, la géomancie, l'hydromancie (divination par l'eau), la pyromancie, l'onomancie (noms), la chiromancie et la nécromancie (morts).
« La divination par la boule de cristal semble dater seulement du XVIe siècle » (Gérard Chandès)[réf. souhaitée].
L'usage du tarot dans la divination (taromancie et tarologie) semble commencer seulement à la fin du XVIIIe siècle (à partir d'Antoine Court de Gébelin, dans son Monde primitif, t. VIII, 1781). Cependant, l'emploi de cartes à jouer à des fins divinatoires (cartomancie) est jugé plus précoce, peut-être dès le XVe siècle en Espagne et dès le XVIe siècle en Italie. L'art de lire dans les taches d'encre (l'encromancie) commence tard, avec Luce Vidi (Les taches d'encre, 1937).

## Divination dans l’islam
Comme pour la divination juive on retrouve les cinq catégories de procédés divinatoires:  cléromantiques, oniromantiques, physiognomantiques, onomantomantiques et les omens.

## Divination africaine
La divination africaine date de l'Égypte Antique, le lieu considéré comme origine de la science brut. La divination africaine (Égyptienne) est une science sacré réservée aux prêtres et prêtresses. Les signes des dieux déterminaient comment les Égyptiens pensaient l'origine du monde et ils étaient indissociable de la divination egyptienne. Ce pratique spirituel est une science totalement lié au culte des ancêtres jusqu'à nos jours dans les tribus et ethnies de l'Afrique subsaharienne comme les Yorubas, les Kotafon, les Malinkés... La divination encore appelée Fa ou ifa chez Les Yoroba est exécutée par des initiés avec divers outils comme les noix de palm, les cauris, ou encore kpele.

### Benin
Dans le sud du Benin la divination ou encore la géomancie est une science sacrés basé sur l'interprétation des signes mystiques.

### Nigeria
Au Nigeria, l'ethnie Yoroba domine dans la pratique de la divination appelée ifa. Ils possèdent divers dieux ou orisha, dont ifa, qui communique avec les hommes au travers de la divination.

## Pratiques

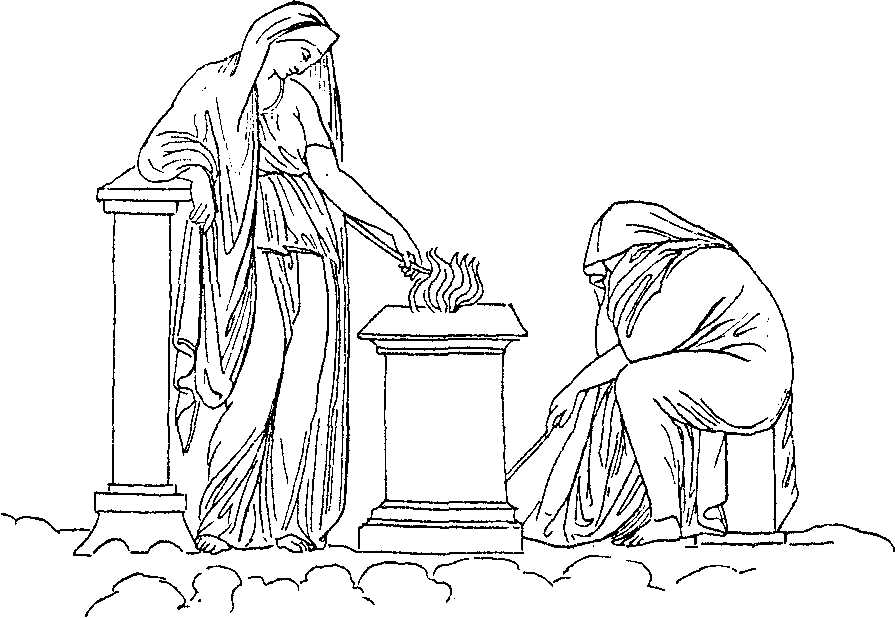
Fig. 2475 - Pyromanteia, Consultation par le feu à Delphes.

En Grèce, lorsque l'on se lançait dans des entreprises importantes, en particulier lors de la guerre, on pratiquait la divination au moyen de sacrifices d'animaux comme des moutons. Le point prioritaire était la nature normale ou anormale des viscères, en particulier du foie, avec la vésicule biliaire et aussi le cœur et les poumons. De ces examens pouvaient résulter la décision de différer une attaque ou la mobilisation d'une armée mais parfois, l'expérience était répétée jusqu'à ce qu'elle donne des résultats favorables aux projets des décideurs. Entrait en compte également la manière dont les animaux étaient allés docilement vers la table de sacrifice, comme aussi la manière dont avait brûlé le sacrifice sur l'autel, le comportement de la flamme, la montée ou la descente de la fumée, etc. Les présages - pouvant également être appelés « augures » par extension - sont lus par les devins. Les devins, pour prendre les présages, se tournaient vers le nord, de manière à avoir l'orient à droite et l'occident à gauche ; si le vol, l'animal ou l'éclair passait à droite de l'observateur (en latin dexter), les dieux étaient favorables ; s'il passait à sa gauche, (en latin sinister, qui a donné le mot « sinistre »), les dieux étaient défavorables.

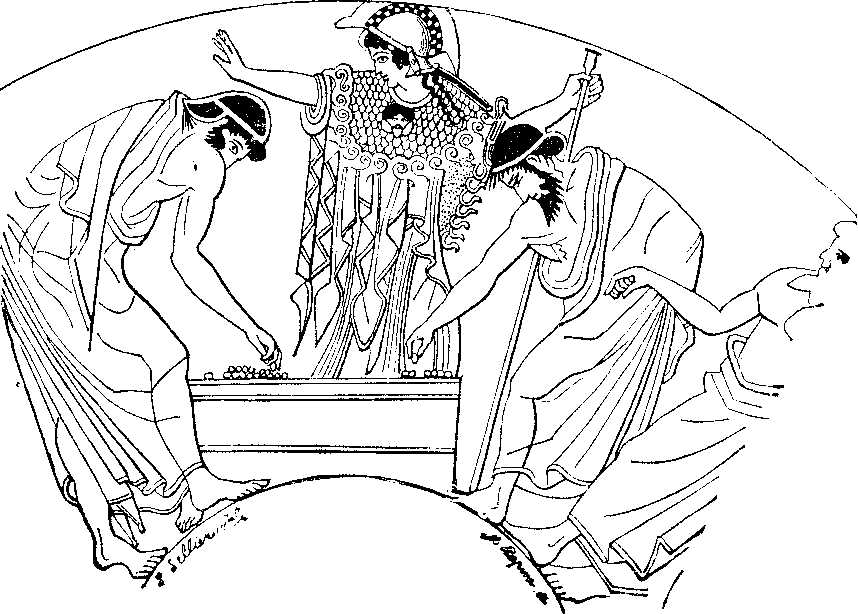
Fig. 2479 - Klêromanteía Divination par les sorts en présence d'Athéna Skiras - en l'occurrence, jet de pierres.

Il y avait effectivement une tendance générale à considérer tout événement frappant et inhabituel comme une indication des dieux ; il y avait d'autres variantes de cet art dont quelques-unes très étranges furent, plus tard, vulgarisées. Ainsi en est-il de la chiromancie mentionnée par Aristote et de la croyance à l'inspiration divine dans les rêves mentionnée entre autres par Plutarque, croyance très ancienne mais qui chez les Grecs fut progressivement codifiée. Le pouvoir de voir plus ou moins clairement la signification d'un rêve en situation d'éveil a été considéré par les Grecs comme un don spécial d'Apollon.
La cléromancie [κληρομαντεία / klèromanteia], quant à elle, tirait parti d'un mouvement déclenché par l'homme et dirigé par le hasard, lequel était censé traduire une volonté divine. Ainsi peut-on voir, sur une coupe de Douris, des guerriers recourir, en présence de la déesse Athéna, à une « lithobolie », littéralement « jet de pierres » en guise de divination; les dés ont été utilisés pour les pronostics.

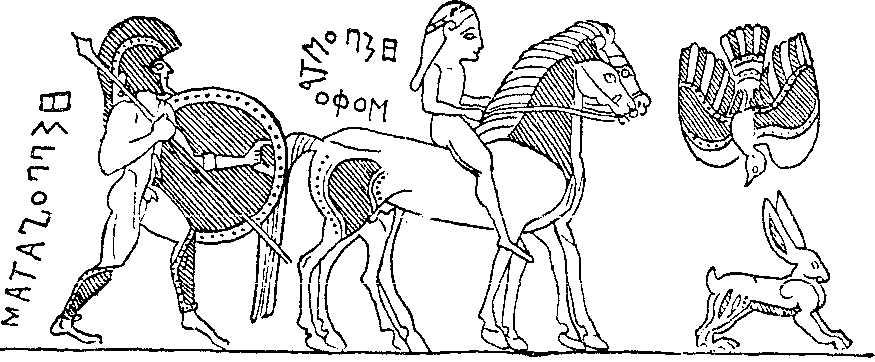
Fig. 2470 - Présage tiré du vol d'un oiseau (ornithomanteía).

Depuis l'aube des temps, les augures se sont préoccupés du vol des oiseaux ; les oiseaux les plus observés étaient les rapaces : aigles, vautours, faucons.
Les phénomènes célestes aussi étaient considérés comme pouvant avoir une valeur prémonitoire. À Sparte, on croyait que les étoiles filantes montraient le mécontentement des dieux au sujet des rois spartiates.

## Théories
La première théorie célèbre est celle de Platon, qui explique la divination, du moins celle qui est intuitive, inspirée, par le « délire » (mania), l'inspiration divine, cela dans le Phèdre. Plutarque critique et relativise : selon lui, croire qu'un dieu entre dans le corps des devins ou dans celui des ventriloques, appelés autrefois « Euryçlès » et de son temps « Pythons » se serve de la voix, et de leur bouche pour rendre ses oracles. Les stoïciens développent une théorie panpsychiste, panthéiste. 1) Le monde est un tout traversé par un Souffle, un organisme traversé par le Logos, le Feu, l'Esprit. Tout est en sympathie avec tout. 2) Le Tout est régi par le Destin, « qui est une chaîne de causes ». Ce Destin est aussi Providence.

« Les stoïciens démontrent que la connaissance de l'avenir est possible... Les dieux sont, donc ils nous communiquent l'avenir. Et s'ils nous le communiquent, ils ne peuvent pas ne pas nous donner quelques moyens pour fonder une science pour le comprendre (sinon cette communication serait inutile), et s'ils nous donnent ces moyens il ne peut pas ne pas y avoir une science de la divination. Il y a donc une science de la divination. C'est là l'argument qu'utilisent Chrysippe, Diogène et Antipatros »

— Cicéron, De la divination, I, chap. 38
La théorie la plus répandue chez les théologiens chrétiens est la théorie démonologique. Tout ou partie de la divination est expliqué par les démons, un pacte avec le Diable (saint Augustin, De la doctrine chrétienne, II), des invocations d'esprits mauvais. Saint Augustin parle de pacte avec les démons (De la doctrine chrétienne, II, chap. 24). Même tard, on retrouve cette explication.
Pour Jean Bodin, à la fin du XVIe siècle, la rhabdomancie et les incantations, « tout cela ne vaut rien » et ces choses « ne se peuvent faire sans l'assistance de Satan » (Démonomancie, II, 1, p. 170).

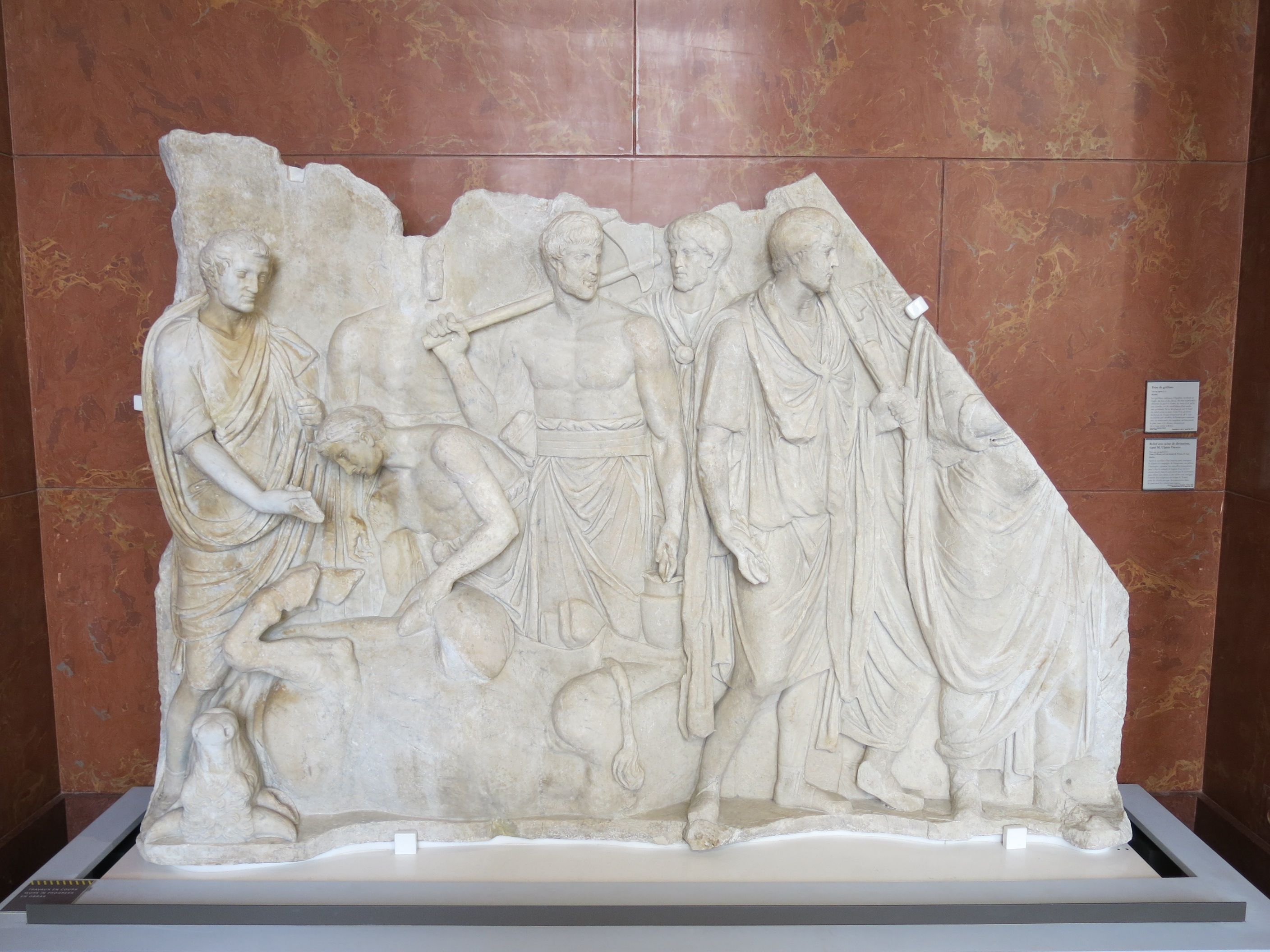
Relief en marbre avec signe de divination trouvé à Rome près du forum de Trajan, 100-125 ap. J.-C.
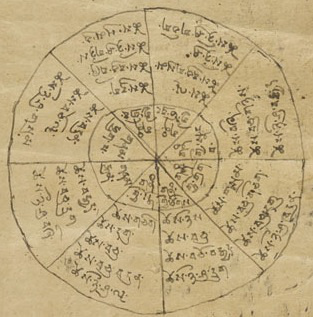
Diagramme de divination sino-tibétaine, v. 1000
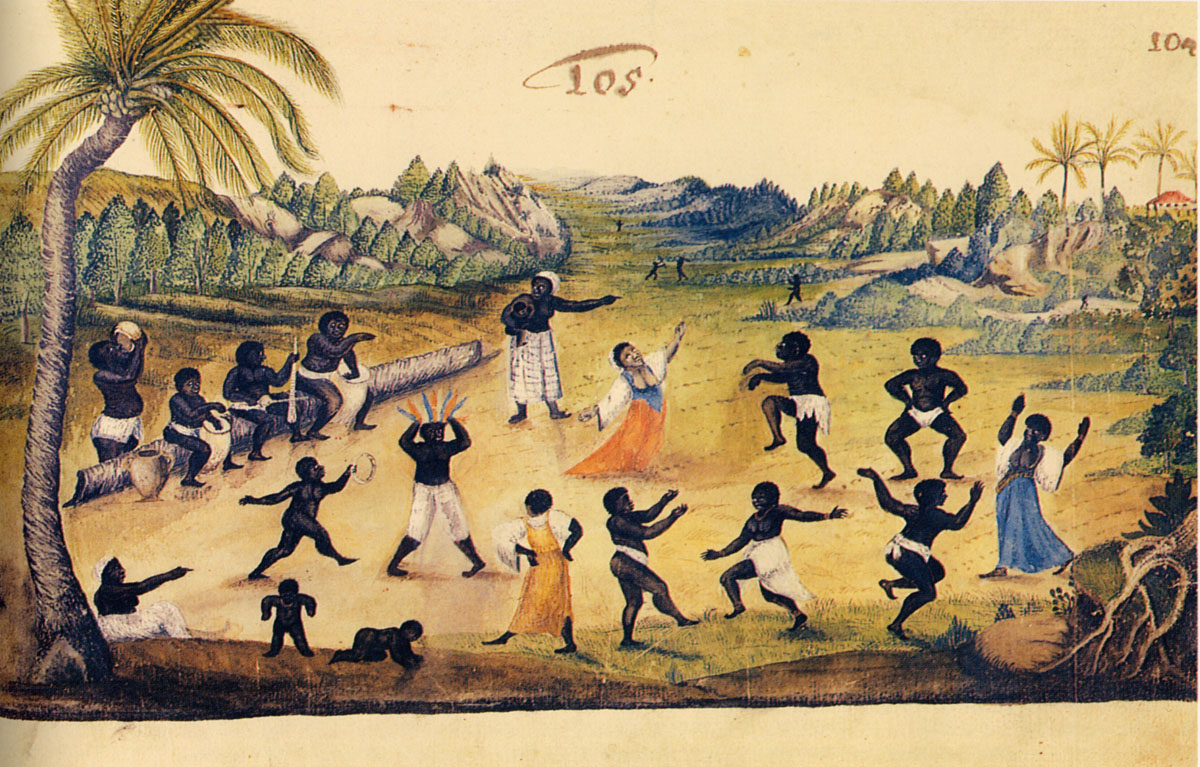
Danse et cérémonie de divination, Brésil, 1630
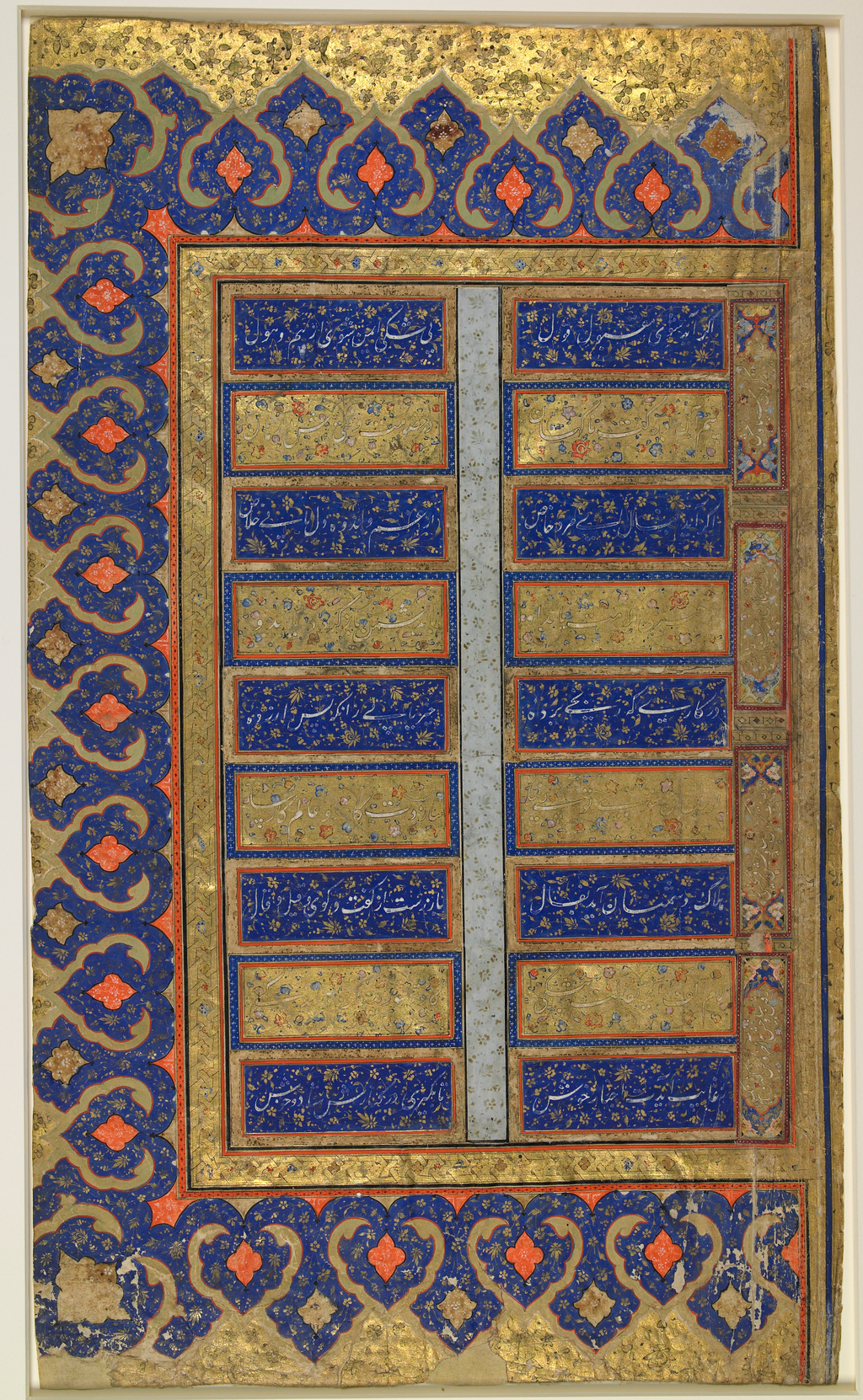
Feuillet d'un texte de fal (divination) d'un Coran persan séfévide, écriture nastaliq, XVe-XVIIIe
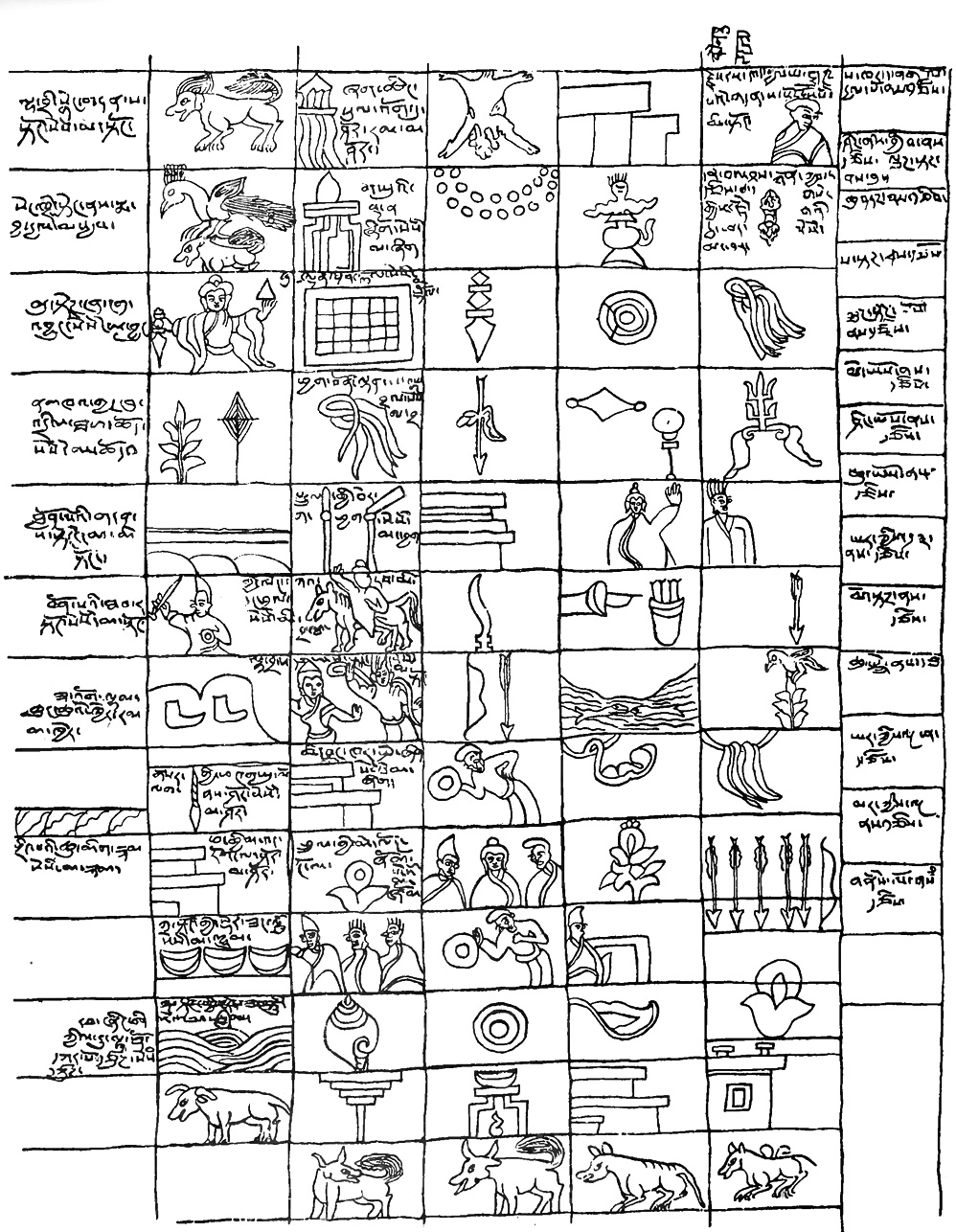
Table de divination d'astrologie tibétaine, E. Schlagintweit, 1881
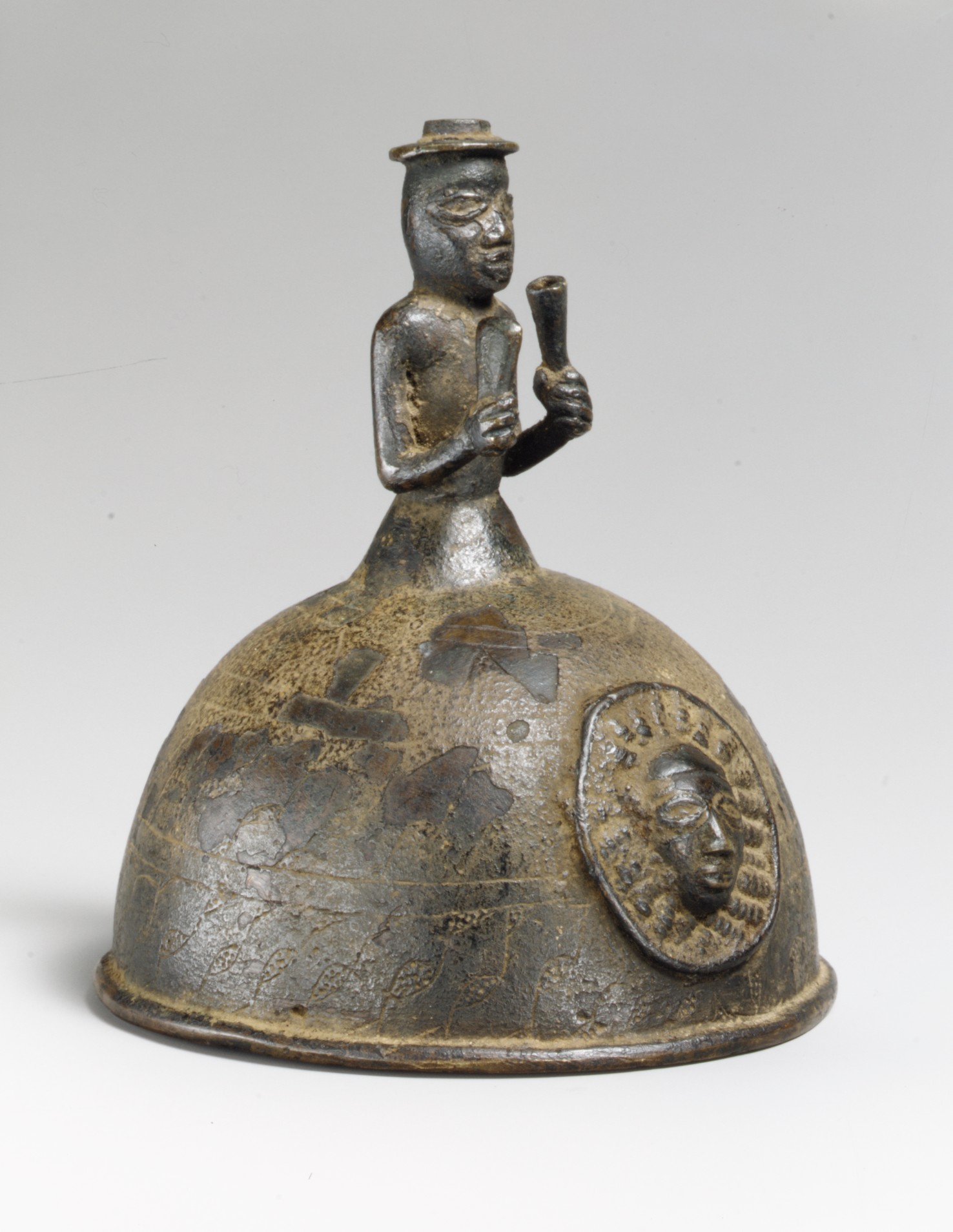
Instrument en laiton de divination, peuples Edo (Afrique), XVIIIe-XIXe
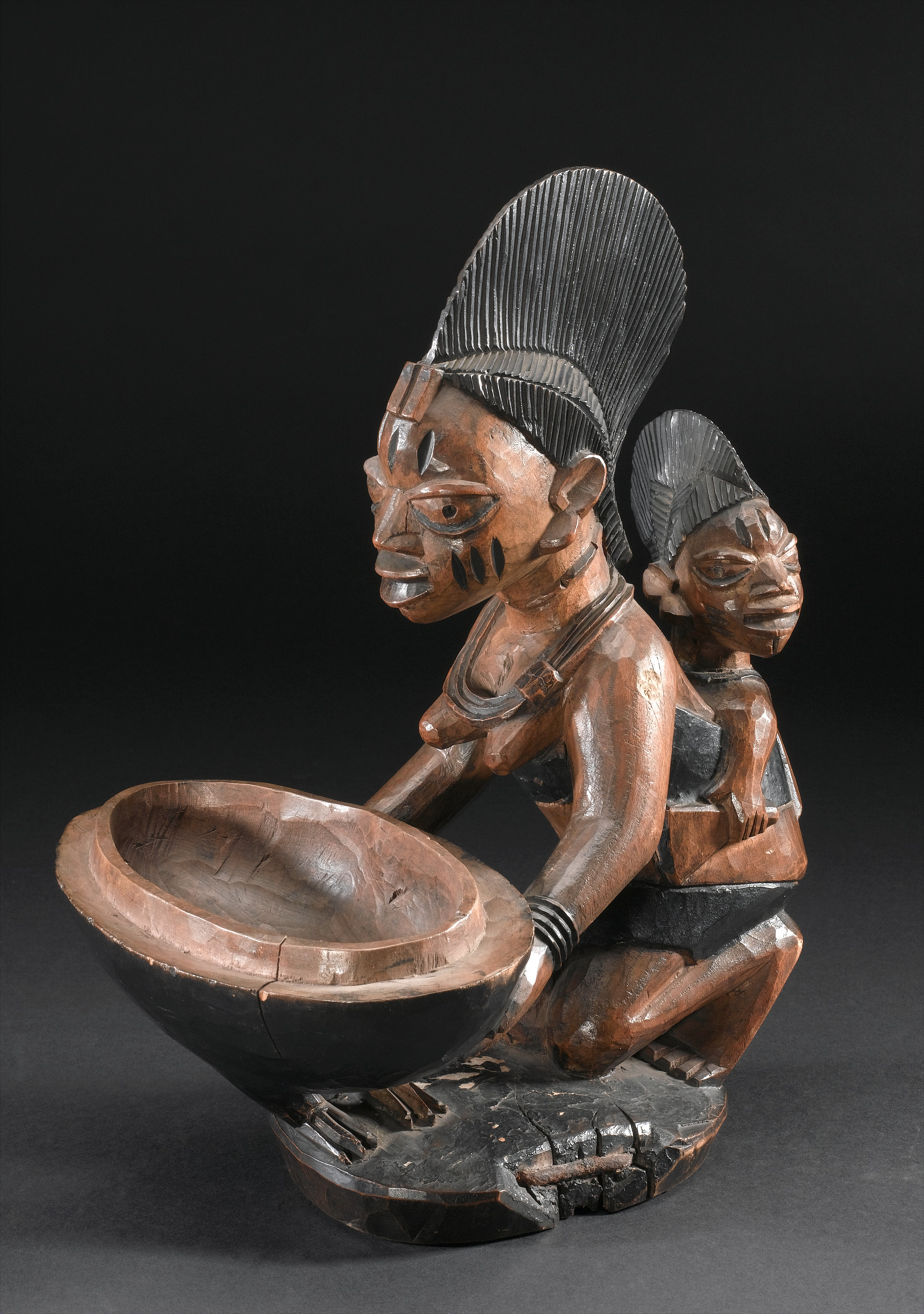
Bol de divination en bois sculpté appelé Adjeke Ifaou Adjelefa (palmiste), utilisé comme oracle, tribu Yoruba (Nigéria), 1880-1920
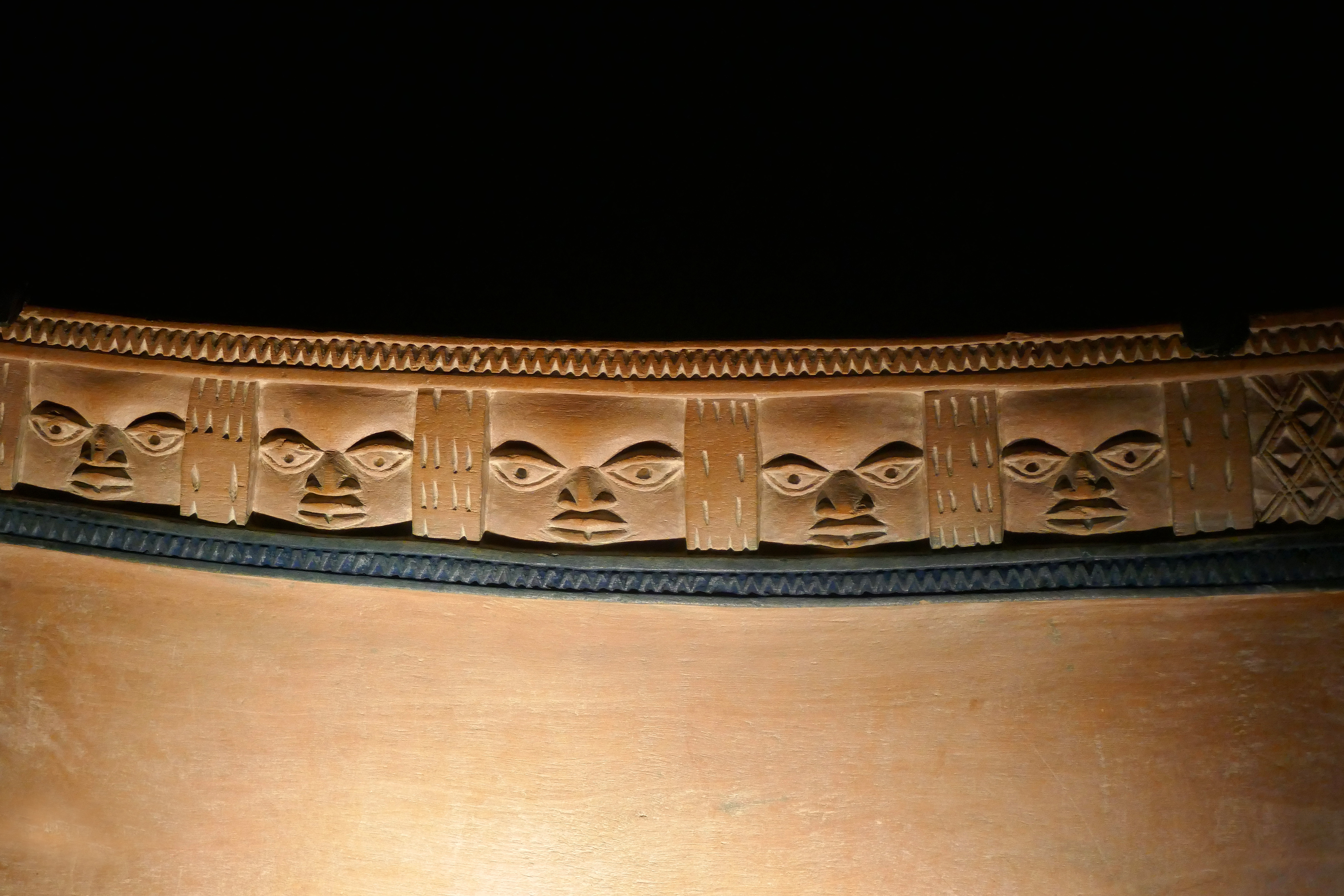
(Plateau de divination de Guédégbé (Dahomey), av. 1936
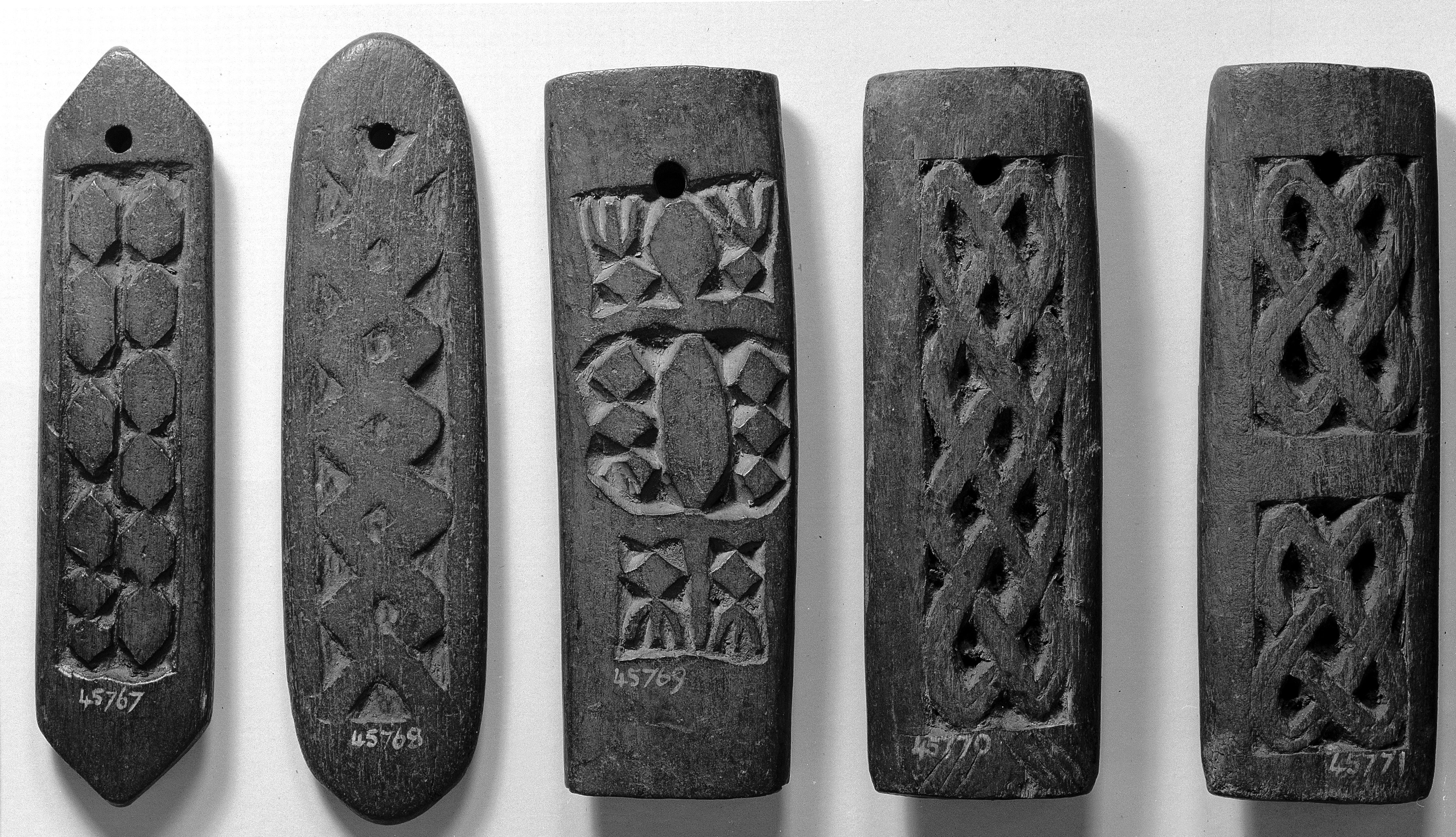
Plaques en bois de divination, Mashona (Zimbabwe)
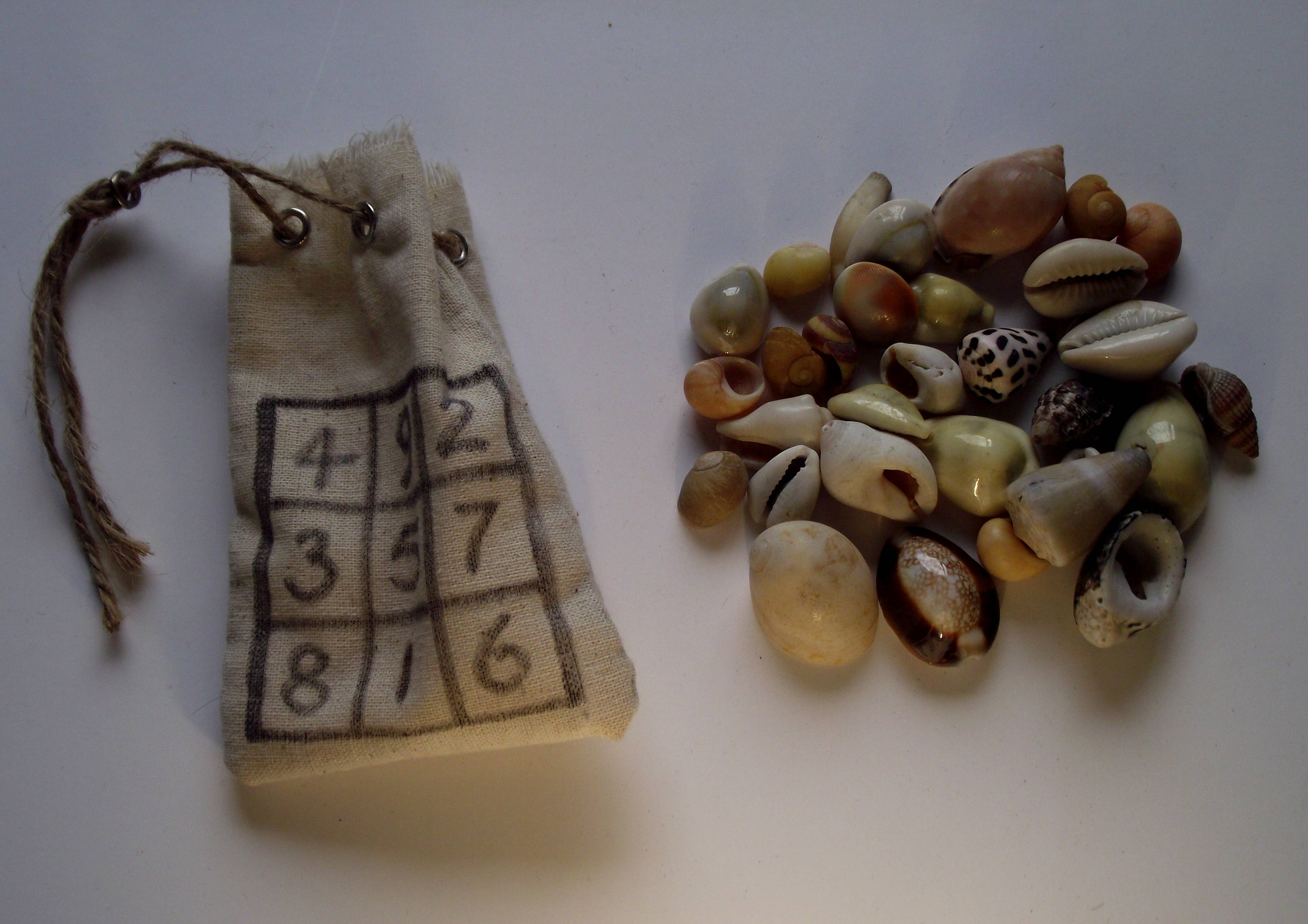
Coquillages (cauris) de divination
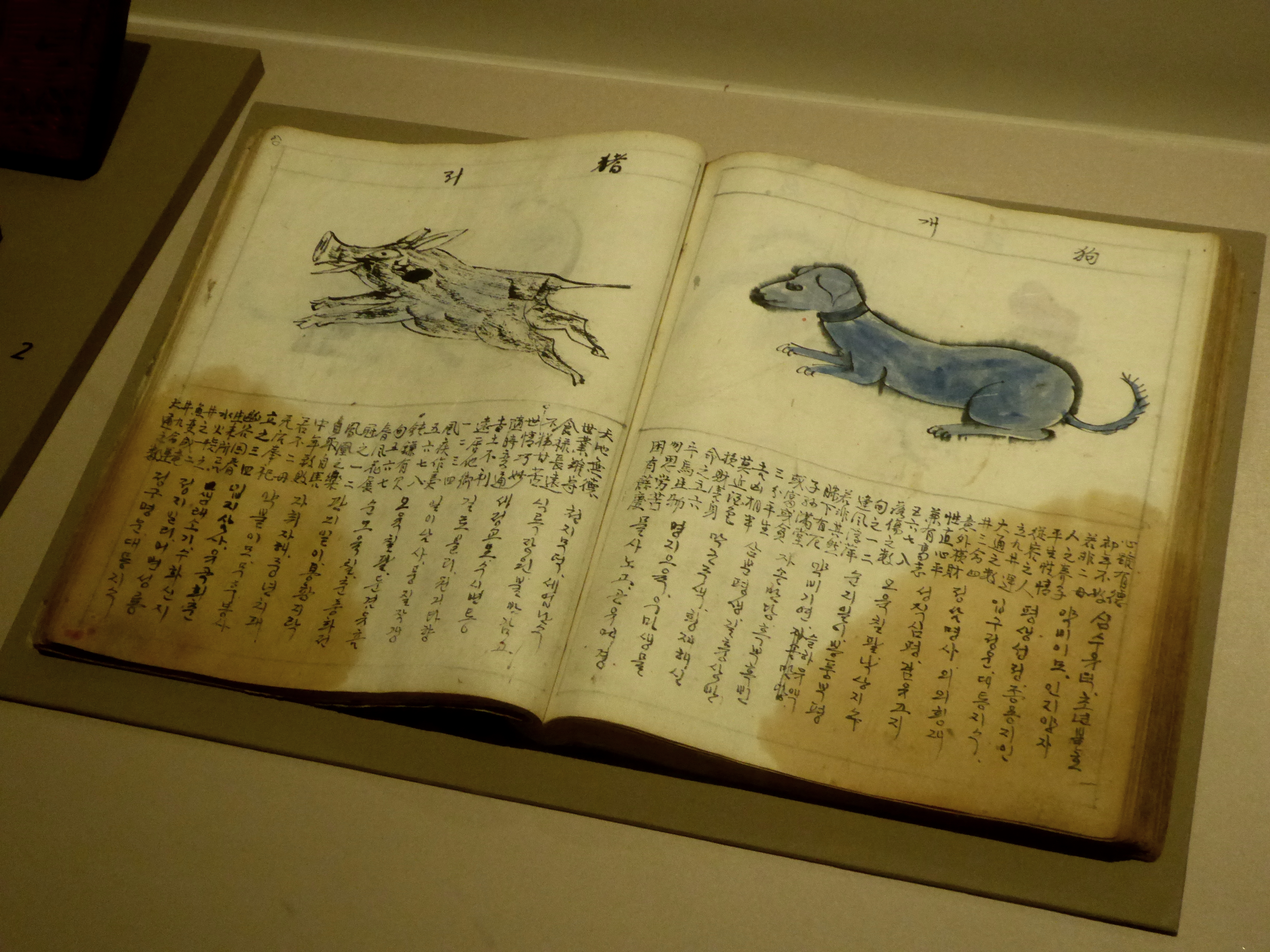
Manuel de divination, Séoul (Corée du Sud), XXe

## Citations
Balzac, évoquant un de ses personnages, Étienne, en donne une explication moins prosaïque : « il avait trouvé de mystérieuses correspondances entre ses émotions et les mouvements de l'Océan. La divination des pensées de la matière dont l'avait doué sa science occulte, rendait ce phénomène plus éloquent pour lui que pour tout autre ».